# U-Bahn Tianjin
Die U-Bahn Tianjin (chinesisch 天津地铁, Pinyin Dìtiě) ist die U-Bahn der Stadt Tianjin. Nach Peking 1976 wurde Tianjin 1984 die zweite chinesische Stadt mit einer U-Bahn. 
2013 waren fünf Linien in Betrieb, die zusammen 139,1 Kilometer lang sind und 95 Stationen bedienen. Der Betrieb wird gemeinsam von den beiden Unternehmen Tianjin Metro Group Co. Ltd und Binhai Mass Transit Development Co. Ltd geführt. Tianjin Metro führt hauptsächlich den Betrieb in der Innenstadt, während Binhai Mass Transit die Linien betreibt, die den neuen Stadtbezirk Binhai und die Sonderwirtschaftszone TEDA bedienen. Das System wurde 2010 von 64,3 Millionen Fahrgästen benutzt.

## Geschichte

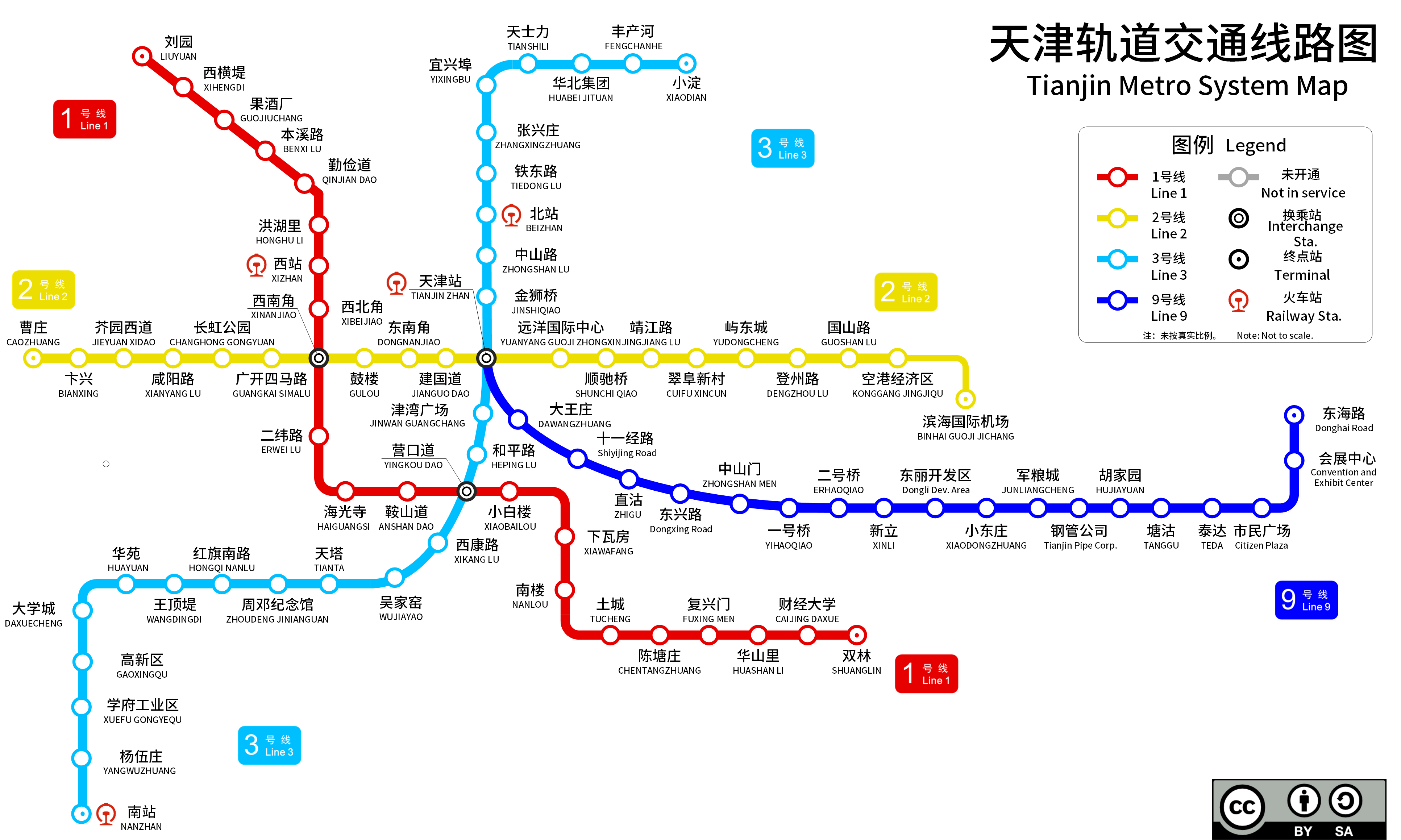
Netzplan U-Bahn Tianjin zum Oktober 2012

### Bau der ersten Linie
Tianjin ist aufgrund seines Binnenhafens am Zusammenfluss des Hai He mit dem Kaiserkanal eine wichtige Handelsstadt. Mitte des 20. Jahrhunderts stieg der Straßenverkehr und die damit verbundene Luftverschmutzung stark an. Die Verantwortlichen der Stadt beschlossen deshalb, den Betrieb des veralteten Straßenbahnnetzes einzustellen und durch ein U-Bahn-Netz zu ersetzen. Wegen fehlender finanzieller Mittel konnte mit dem Bau erst 1970 begonnen werden.
Um die Baukosten zu reduzieren, wurde das Bett eines nicht mehr genutzten Kanals als Trasse verwendet, so dass sich die U-Bahn-Linie nur ungefähr zwei bis drei Meter unter der Straßenoberfläche befindet. Es waren nur ungefähr tausend ausgebildete Bauarbeiter auf der Baustelle tätig, die übrigen Arbeiter waren Freiwillige von Fabriken, Schulen und anderen Institutionen aus der Stadt. Zeitweilig waren mehr als zweitausend Freiwillige auf der Baustelle tätig. Der erste, 3,6 Kilometer lange Abschnitt der heutigen Linie 1 wurde 1976 fertiggestellt und umfasste die vier Stationen Xiaobailou, Yingkou Dao, Anshan Dao und Haiguangsi. Die weiteren Bauarbeiten verzögerten sich aufgrund des Erdbeben von Tangshan, sie wurden erst 1979 wiederaufgenommen, so dass 1980 der zweite 1,6 km Abschnitt mit den Stationen Erwei Lu und Xinanjiou in Betrieb genommen werden konnte. Eine weitere Verlängerung um 7,4 km mit acht Stationen folgte am 28. Dezember 1984. Erst dann war die ganze U-Bahn für die Passagiere geöffnet, womit der Westast der heutigen Linie 1 fertiggestellt war. Die Linie wurde mit Zügen von Nippon Sharyo betrieben.

### Renovierung
Ende der 1990er Jahre war die U-Bahn veraltet und heruntergekommen. Komfort von Stationen und Fahrzeugen entsprachen nicht mehr dem in Ostasien üblichen Niveau eines modernen Nahverkehrssystems, die Züge verkehrten selten und waren oft verspätet. Im Jahr 2000 wurde deshalb ein umfassendes Sanierungs-, Modernisierungs- und Ausbauprogramm für die U-Bahn-Strecke erarbeitet.
Der Betrieb wurde am 1. September 2001 für die Renovierungsarbeiten eingestellt, die am 21. November begannen. Die Stationen wurde mit halbhohen Bahnsteigtüren versehen, die Strecke im Osten um acht Stationen bis nach Shuanglin verlängert und am 6. Dezember 2006 mit neuen Zügen als Linie 1 wieder in Betrieb genommen. Erste Probefahrten erfolgten bereits am 12. Juni desselben Jahres.

### Bau weiterer Strecken

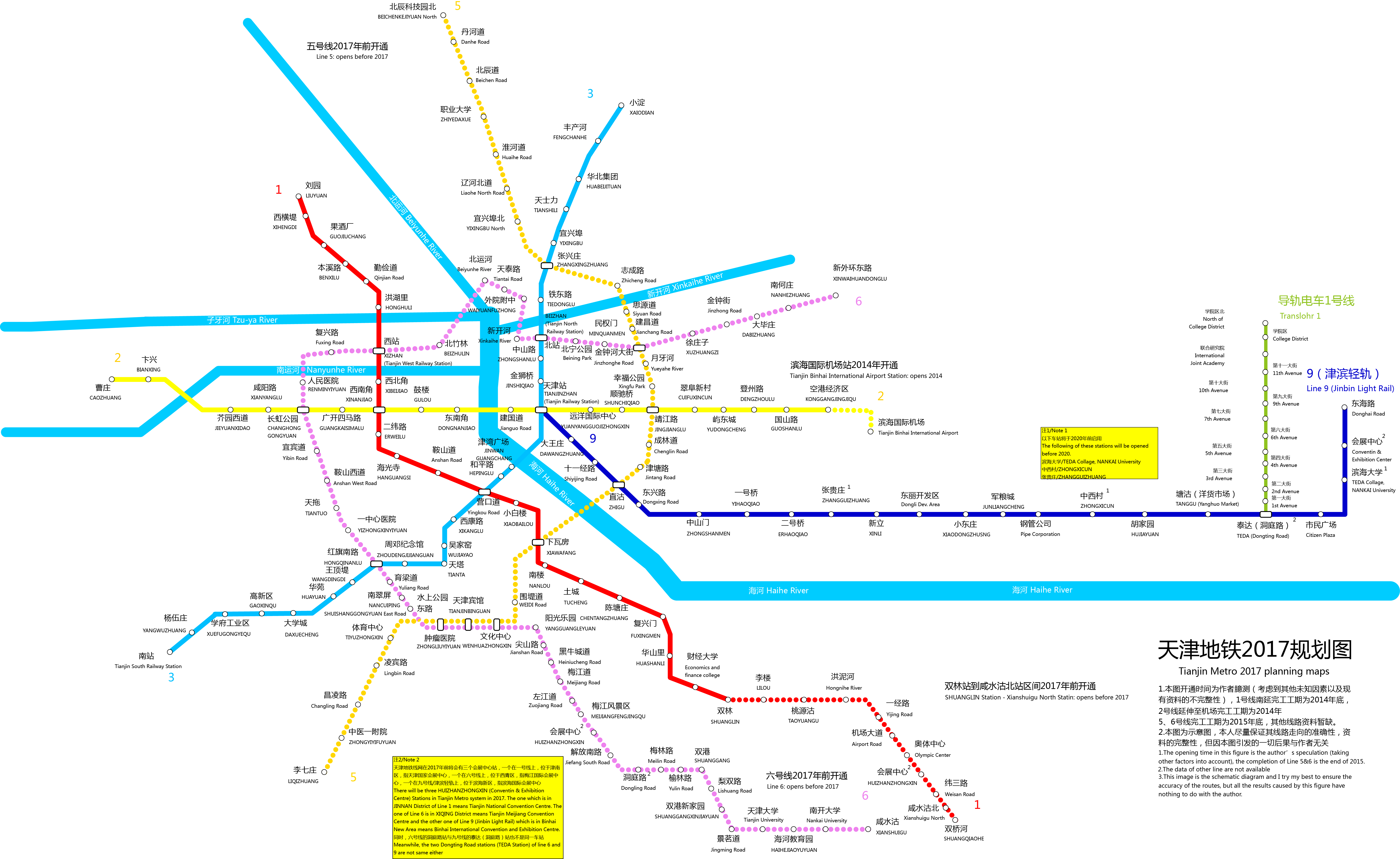
Ausbauplanungen U-Bahn Tianjin bis 2017

Noch bevor der Betrieb auf der ersten U-Bahn-Strecke für die Renovierung eingestellt wurde, begann am 18. Mai 2001 der Bau der Linie 9. Der erste Abschnitt von Zhongshan Men nach Donghai Road, der Endstation im Osten, konnte am 28. März 2004 dem Verkehr übergeben werden. Zunächst wurden nur vier Zwischenstationen bedient, die restlichen acht Stationen wurden schrittweise bis 1. März 2006 in Betrieb genommen, am 28. März 2006 wurde die Linie auf vollautomatischen Betrieb umgestellt. Am 1. Mai 2011 wurde die Strecke um drei Stationen nach Westen in Richtung Stadtzentrum bis Shiyijing Road verlängert, am 15. Oktober 2012 nochmals um zwei Stationen bis zum Bahnhof Tianjin. Betreiber der über fünfzig Kilometer langen Linie ist die Binhai Mass Transit Corporation, ein Jointventure aus mehreren Gesellschaften, die an der Entwicklung der neuen Stadtteile und Industriegebiete im Osten Tianjins beteiligt sind, sowie der lokalen Hafenbehörde.
2009 veröffentlichten die Behörden von Tianjin die Planung zum Bau der Strecken von acht U-Bahn-Linien und einigen Straßenbahnlinien. Die U-Bahn-Linien 5 und 6 sind in Bau und sollten 2015 eröffnet werden[veraltet]. Der Zeitpunkt der Eröffnung der anderen Strecken wurden noch nicht bekanntgegeben.
Die Linie 2 konnte nach längeren Verzögerungen beim Bau am 1. Juli 2012 in zwei voneinander getrennten Abschnitten in Betrieb genommen werden, weil während des Baus bei der Station Jiguo Dao Wasser aus dem Hai-Fluss in den Tunnel drang, so dass dieser einstürzte und eine Tunnelbohrmaschine verschüttete. Der betroffene Abschnitt konnte vorläufig nicht in Betrieb genommen werden. Da die Bergung der Tunnelbohrmaschine zu teuer gewesen wäre, wurde beschlossen, diese aufzugeben und einen neuen Tunnel um die eingeschlossene Maschine herum zu bauen.
Am 18. November 2012 wurde auf bestehender Strecke die Station Jieyuan Xidao eröffnet. Am 28. August 2013 wurde die Lücke zwischen den beiden Teilstrecken der Linie geschlossen und ein Jahr später die Erweiterung der Linie bis zum Flughafen Binhai in Betrieb genommen.
Die Linie 3 ging am 15. Oktober 2012 in Betrieb. Am 28. Dezember 2013 wurde die Linie bis zum Südbahnhof verlängert.

## Netz

Entwicklung der U-Bahn Tianjin bis 2018

| Linie   | Endstationen          | Endstationen                          | Eröffnet          | Letzte Erweiterung | Gesamtlänge in km | Anzahl Stationen | Betreiber |
|         |                       |                                       |                   |                    |                   |                  |           |
|         | Shuangqiaohe          | Liuyuan                               | 28. Dezember 1984 | 2024               | 42,2              | 29               | Metro     |
|         | Caozhuang             | Binhaiguojijichang (Flughafen Binhai) | 1. Juli 2012      | 28. August 2014    | 27,2              | 20               | Metro     |
|         | Xiaodian              | Nanzhan (Südbahnhof)                  | 1. Oktober 2012   | 28. Dezember 2013  | 34                | 26               | Metro     |
|         | Dongnanjiao           | Xinxingcun                            | 2021              |                    | 19,4              | 14               |           |
| Xiaojie | Xizhan                | 2025                                  |                   | 19,8               | 16                |                  |           |
|         | Beichenkejiyuanbei    | Jinghuadongdao                        | 2018              | 2024               | 36                | 29               |           |
|         | Nansunzhuang          | Lushuidao                             | 2016              | 2021               | 43,6              | 39               |           |
|         | Lushuidao             | Xianshuiguxi                          | 2021              |                    | 13,4              | 9                |           |
|         | Bahnhof Tianjin       | Donghai Road                          | 28. März 2004     | 15. Oktober 2012   | 52,8              | 21               | Binhai    |
|         | Yutai                 | Yudongcheng                           | 2022              |                    | 21,2              | 21               |           |
|         | Shuishanggongyuanxilu | Dongliliujinglu                       | 2023              |                    | 23,8              | 21               |           |
| Jinjing | Jinghuadongdao        | Tuanboyixueyuan                       | 2024              |                    | 13,2              | 4                |           |
|         |                       |                                       |                   |                    |                   |                  |           |

### Linie 1

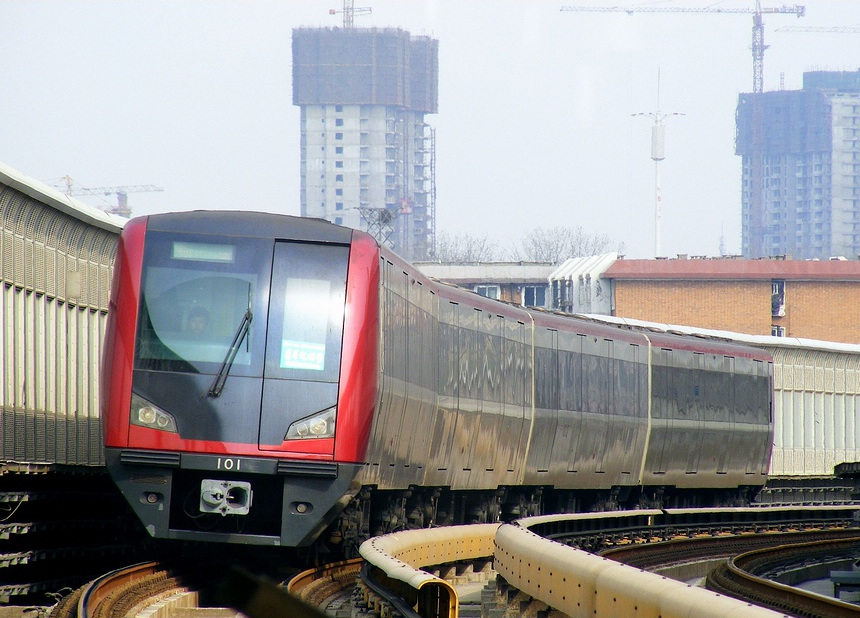
Linie 1

Die Linie 1 ist auf der Trasse der 1984 eröffneten ersten U-Bahn-Linie gebaut und befindet sich nur wenig Meter unter der Straßenoberfläche. Sie wurde am 28. März 2006 eröffnet, ist 26,2 km lang und bedient 22 Stationen. Die Linie wird mit 114 klimatisierten Wagen von China CNR Corporation betrieben, die in Changchun gebaut wurden.

### Linie 2
Die Linie 2 wurde am 1. Juli 2012 für den Probebetrieb eröffnet. Aufgrund eines Zwischenfalls in der Station Jianguo Dao während des Baus der Linie wurde sie bis zum 28. August 2013 in zwei getrennten Abschnitten betrieben. Der Westabschnitt befand sich zwischen den Stationen Caozhuang und Dongnanjiao, der Ostabschnitt zwischen Tianjinzhan und Konggangjingjiqu. Am 28. August 2014 wurde die Linie um 4 km bis zum Flughafen (Terminal 2) verlängert. Sie ist 27,5 km lang und bedient 20 Stationen.

### Linie 3

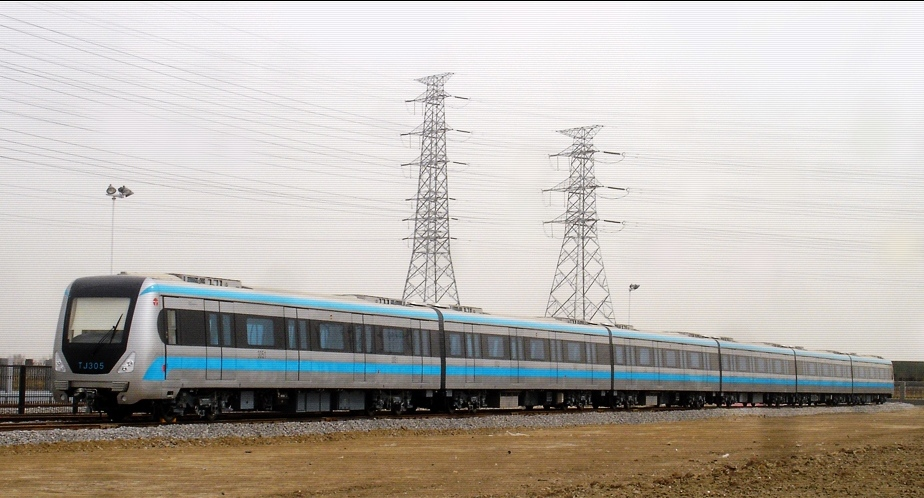
Sechswagenzug Typ B der Linie 3

Die von Südosten nach Nordwesten verlaufende Linie wurde am 1. Oktober 2012 eröffnet. Sie ist 29,7 km lang und bedient 23 Stationen. Die Linie wird mit Sechs-Wagen-Zügen des Typs B von CSR Sifang betrieben.

### Linie 4
Die Linie wird im Endausbau von Norden zum Bahnhof Tianjin West (Xizhan) und weiter über das Stadtzentrum nach Osten führen. Der rund 20 Kilometer lange Ostabschnitt ging im Dezember 2021 in Betrieb, im Juni 2025 folgte der Nordabschnitt. Die zentrale Strecke zwischen Xizhan und Dongnanjiao wird zuletzt eröffnet.

### Linie 5 und Jinjing-Linie

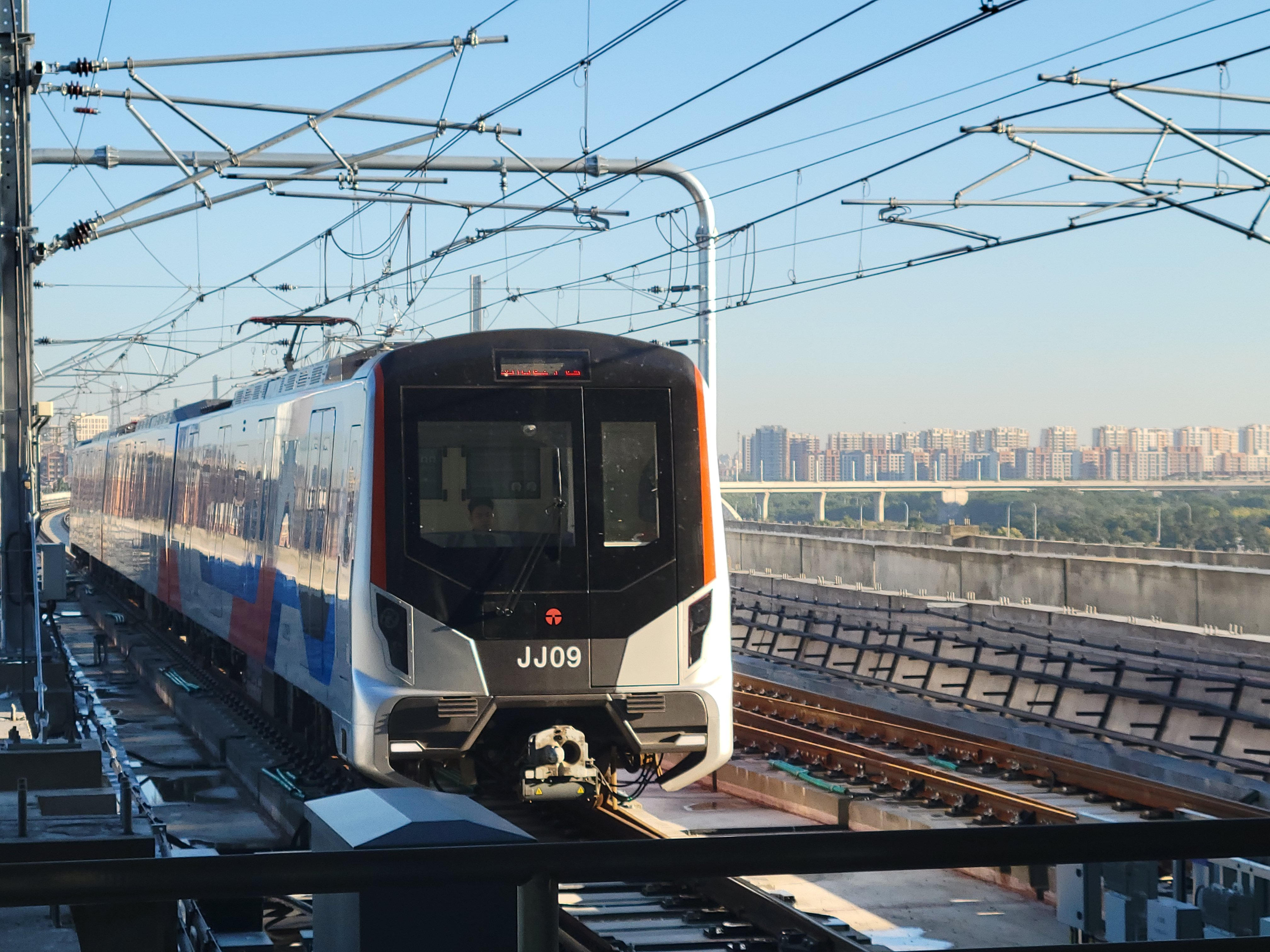
Jinjing-Linie

Die Strecke der Linie 5 führt von Danhebeidao östlich am Stadtzentrum vorbei nach Jinghuadongdao. Dort besteht Anschluss an die Jinjing-Linie, die als regionale Metro 13 Kilometer weiter nach Süden führt.
Der zentrale Abschnitt der Linie 5 wurde im Oktober 2018 eröffnet und seitdem mehrmals um kurze Abschnitte verlängert. Die Strecke ist nun 36 Kilometer lang und hat 29 Stationen.

### Linie 6
Die U-Bahn-Linie 6 verkehrt zwischen Nansunzhuang und Lushuidao. Die Strecke bildet eine nach Osten offen Halbkreis um das Stadtzentrum herum. Zusammen mit der Linie 5 bildet sie einen geschlossenen Ring um das Stadtzentrum. Der erste Abschnitt wurde im August 2016 eröffnet. Bis 2021 wurden 44 Kilometer Streckenlänge erreicht.

### Linie 8
Im Dezember 2021 wurde der Südostabschnitt der Linie 8 eröffnet. Er ist 13,4 Kilometer lang und hat neun Stationen. Am stadtseitigen Endpunkt Lushuidao kann zur Linie 6 umgestiegen werden.

### Linie 9

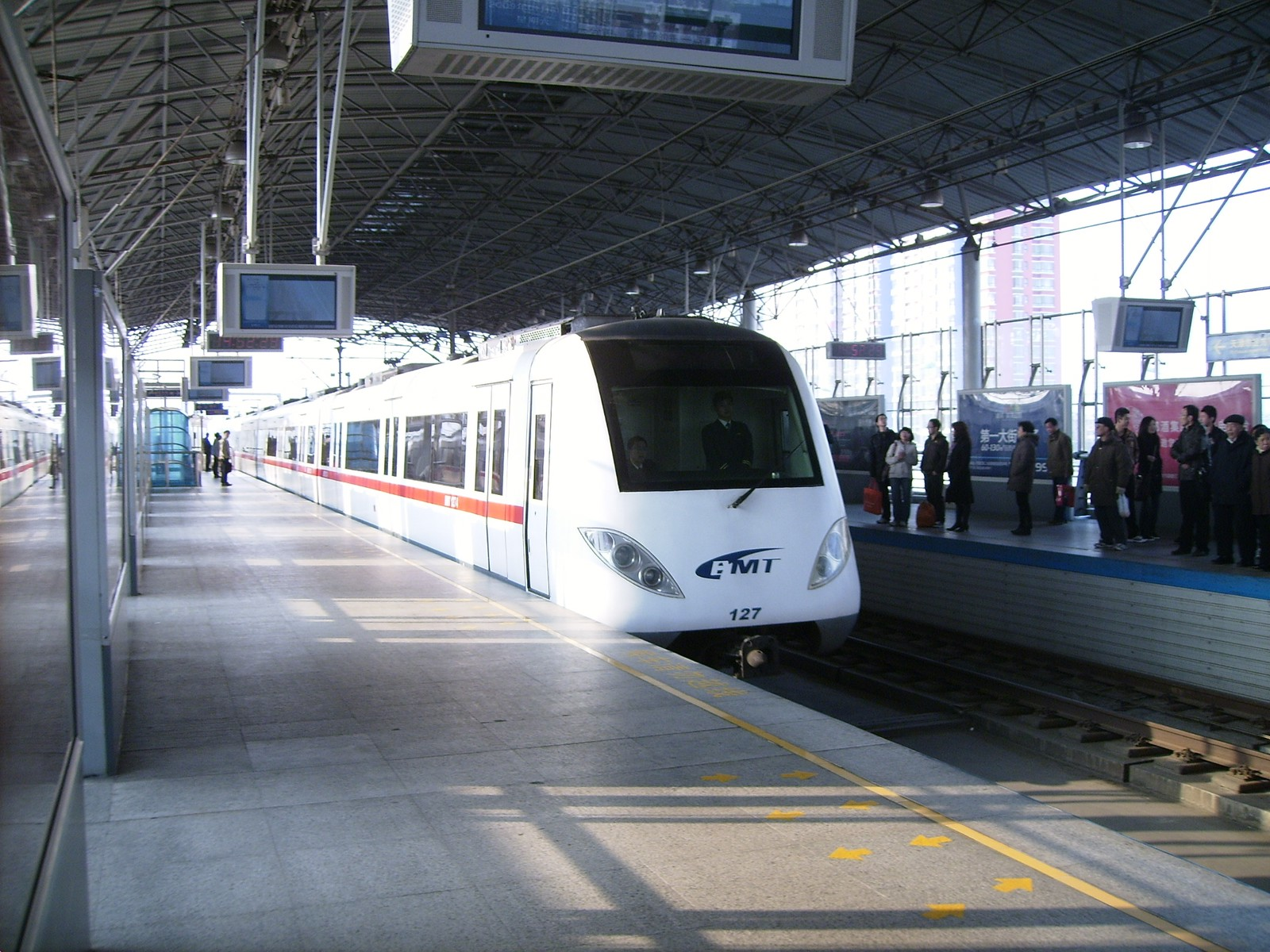
Zug der Linie 9

Die Linie 9 ist eine Ost-West-Linie, die entlang des nördlichen Ufers des Hai-Flusses verläuft und die neuen Stadtteile im Osten ans Stadtzentrum anbindet. Der erste Abschnitt der 52,8 km langen Linie wurde am 28. März 2004 eröffnet, der letzte am 15. Oktober 2012. Sie bedient 19 Stationen und bindet in TEDA die Translohr-Linie 1 ans U-Bahn-Netz an, die vom gleichen Unternehmen betrieben wird.

### Linie 10
Die Linie 10 stellt eine Tangentialverbindung im Südosten der Stadt dar. Sie wurde im November 2021 eröffnet und ist 21 Kilometer lang.

### Linie 11
Im Süden Tianjins verkehrt die Linie 11. Die Inbetriebnahme erfolgte in zwei Phasen im Dezember 2023 und 2024.

## Fahrkarten
| Fahrpreis           | Fahrpreis |
| ------------------- | --------- |
| bis 4 Stationen     | 2 ¥       |
| 5 bis 10 Stationen  | 3 ¥       |
| 11 bis 16 Stationen | 4 ¥       |
| über 16 Stationen   | 5 ¥       |

Die U-Bahn von Tianjin verwendet Fahrkarten mit Magnetstreifen sowie die berührungslos funktionierende "City Card", die auch in anderen öffentlichen Verkehrsmitteln anerkannt wird, als Fahrtberechtigung.
Einzelfahrkarten können an Fahrscheinautomaten bezogen werden und sind nur am Ausgabetag gültig. Wertkarten erlauben die Benutzung des Systems, bis das Guthaben auf der Karte aufgebraucht ist. Der Fahrpreis wird jeweils beim Verlassen des U-Bahn-Systems vom Guthaben der Karte abgebucht. Wertkarten, die ein Jahr nicht benutzt werden, verlieren ihre Gültigkeit, können aber von den Verkaufsstellen wieder aktiviert werden. Für Studenten und Senioren werden vergünstigte Fahrscheine abgegeben.
Das Fahrgeld ist abhängig von der gefahrenen Distanz und beträgt zwischen 2 und 5 Yuan. Die Fahrgäste müssen zwei Stunden nach Eintritt in die U-Bahn das Netz wieder verlassen haben, ansonsten wird ein Überzeit-Zuschlag fällig, der dem Entgelt der teuersten Einzelfahrt entspricht.